# Microtendipes albitarsis
Microtendipes albitarsis är en tvåvingeart som först beskrevs av Lundstrom 1910.  Microtendipes albitarsis ingår i släktet Microtendipes och familjen fjädermyggor.
Artens utbredningsområde är Finland. Inga underarter finns listade i Catalogue of Life.